# Band and Battalion of the U.S. Indian School
Band and Battalion of the U.S. Indian School er en amerikansk stumfilm fra 1901.